# Слушај најгласније!
Слушај најгласније! (енгл. Listen Loudest!) прва је (рачунајући после Другог светског рата) независна дискографска кућа у Хрватској и бившој Југославији. Оснивач јој је Зденко Фрањић који је знао препознати таленат многих младих музичара и издати њихове прве албуме, након чега су напредовали у каријери. Неки од најпознатијих аутора и састава којима је издање ове куће било „одскочна даска” су: Мајке, Сатан Панонски, Spoons, Messerschmitt, The Bambi Molesters, Дамир Авдић, Горибор итд.
Издавачка кућа ради у Загребу и до сада има преко 200 издања. Свакако најпознатије издање је компилација Бомбардирање Њујорка из 1989.
У марту 2014. је Фрањић омогућио бесплатно преузимање читавог каталога издавачке куће путем интернета.